# Biblioteca Cottoniana

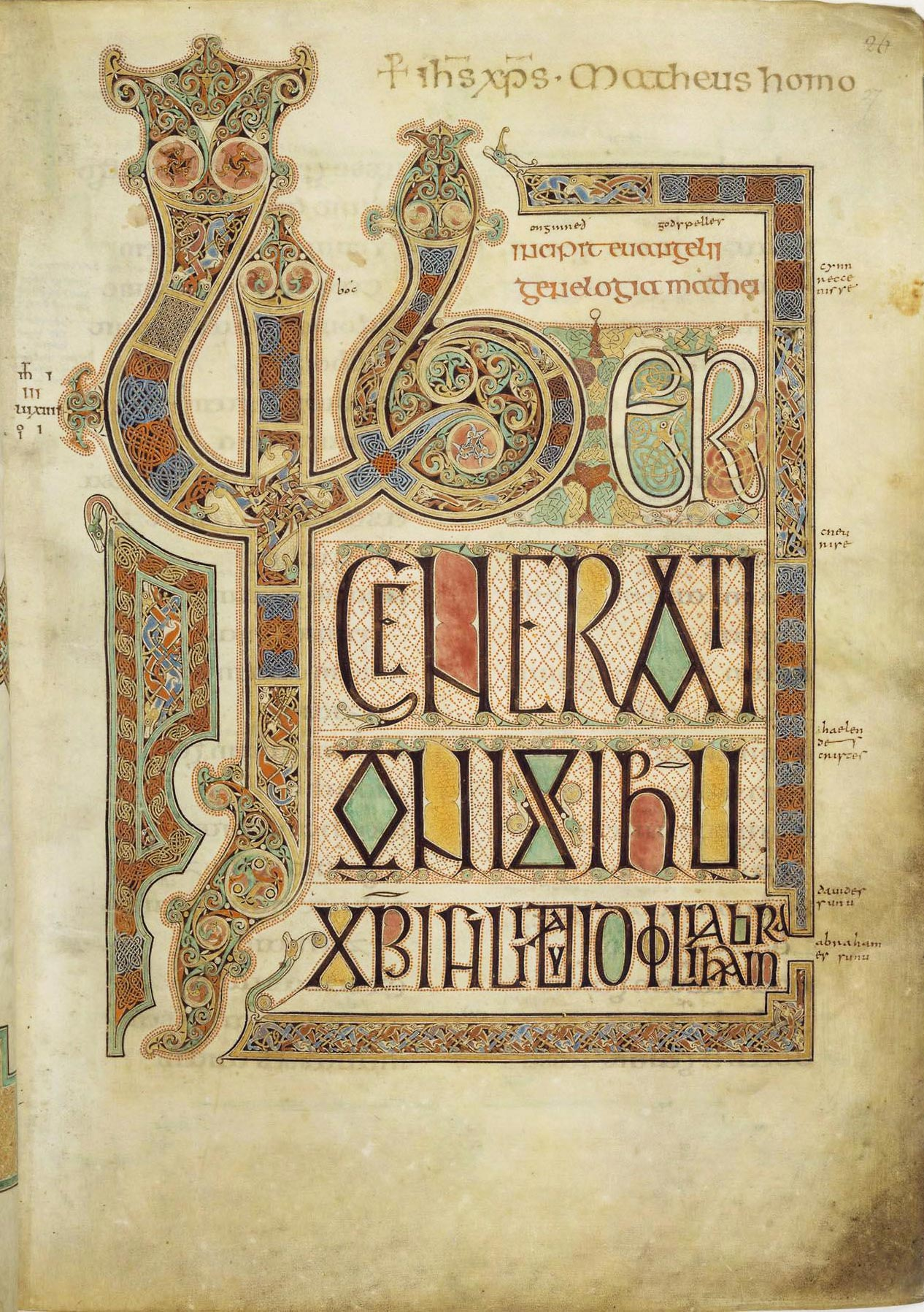
L'Evangeliario di Lindisfarne è solo uno dei tesori raccolti da Sir Robert Cotton.

La Biblioteca Cottoniana o Biblioteca Cotton (in inglese Cottonian Library) è la collezione di libri e codici raccolta da Sir Robert Bruce Cotton (1571 - 1631), un antiquario e bibliofilo inglese. Comprende tutti i libri, manoscritti, monete e medaglie di cui era entrato in possesso. Raccolse tutto questo materiale prelevando i libri e i manufatti che furono resi disponibili dalla soppressione dei monasteri voluta da Enrico VIII. La collezione rappresenta la più importante singola fonte conosciuta di testi letterari in antico e medio inglese. Molte celebri opere come il Beowulf, il poema Pearl e l'Evangeliario di Lindisfarne sono sopravvissute fino ai nostri giorni solo grazie alla Biblioteca Cottoniana.
I più importanti studiosi dell'epoca, tra cui Francesco Bacone, Walter Raleigh e James Ussher si servirono dei testi di proprietà di Cotton e il sacerdote-poeta Richard James, che in seguito diede un importante contributo alla fondazione della Biblioteca Bodleiana, lavorò presso di lui come bibliotecario.
Attualmente la Biblioteca Cottoniana fa parte della British Library, che ha sede a Londra.

## L'incendio di Ashburnam House

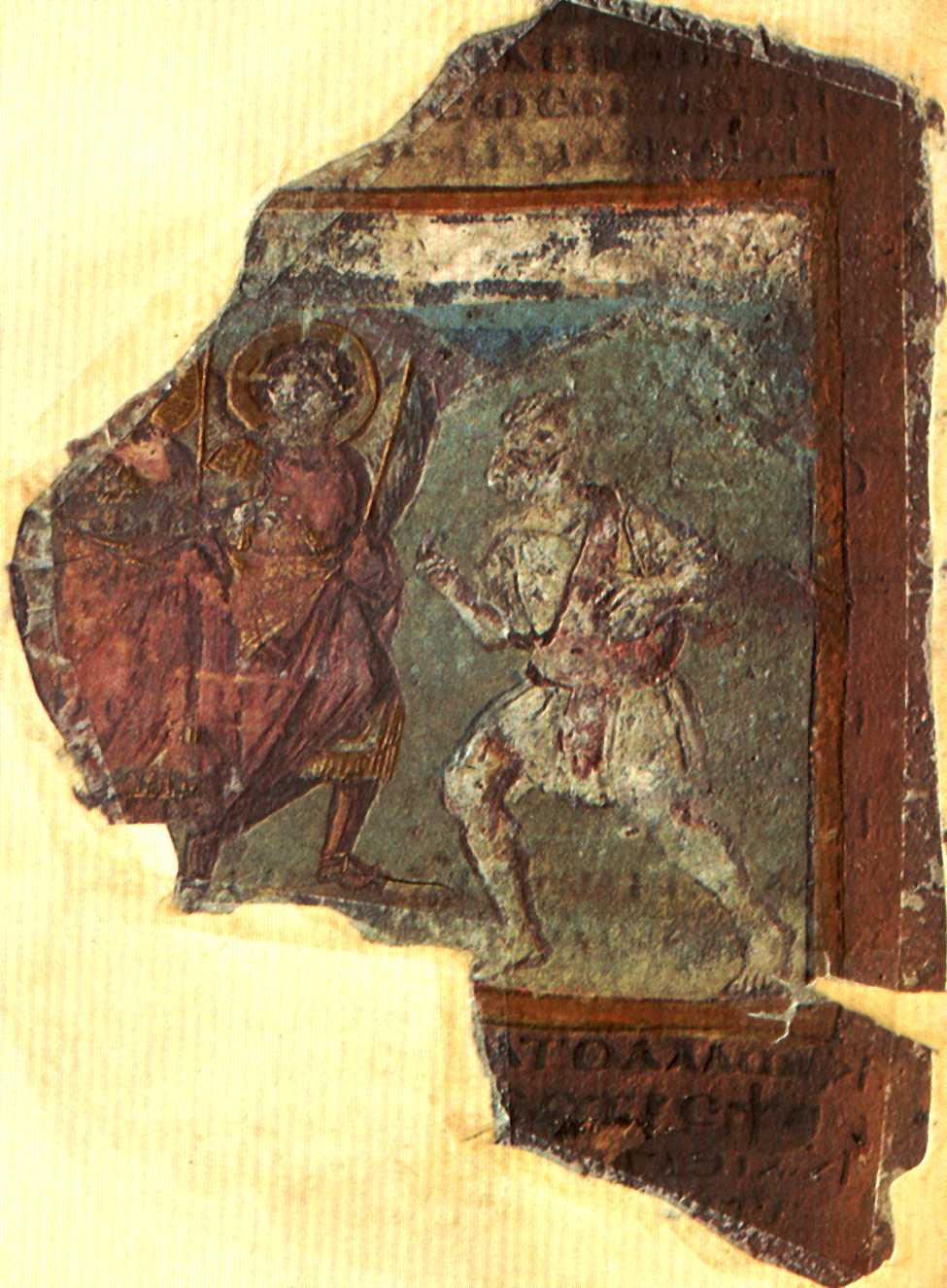
La Cotton Genesis andò quasi completamente distrutta nell'incendio di Ashburnam House.

Il nipote di Cotton, Sir John Cotton, donò allo Stato della Gran Bretagna la Biblioteca, che fu ospitata prima ad Essex House, sullo Strand, e poi ad Ashburnham House, a Westminster. Il 23 ottobre 1731 ad Ashburnam House si sviluppò un incendio e molti manoscritti andarono perduti, mentre altri furono in parte bruciacchiati (circa un quarto della collezione fu distrutta o danneggiata). Il bibliotecario, il Dr. Bentley, riuscì a fuggire dalle fiamme stringendo tra le braccia il Codex Alexandrinus: scena a cui assistette Robert Friend, che in seguito la descrisse in una lettera alla sorella Charlotte. Fortunatamente erano state realizzate delle copie di alcune delle opere andate perdute, anche se non di tutte.

## La catalogazione
Robert Cotton aveva organizzato la sua biblioteca secondo la libreria e lo scaffale su cui ciascun libro era riposto. Su ogni libreria si trovava il busto di un personaggio storico, per lo più Imperatori romani, e lo schema prevedeva che ogni testo fosse definito dalla terna 
- Nome imperatore (libreria)
- Numero dello scaffale
- Numero del volume secondo la posizione sullo scaffale.

In questo modo, i due manoscritti più famosi della Biblioteca Cottoniana hanno preso il nome di Cotton Vitellius A.xv e Cotton Nero A.x.. Traducendo significa: " Vai al busto di Vitellio, sullo scaffale superiore (A) e prendi il quindicesimo volume" per il manoscritto che contiene il Beowulf e "Vai al busto di Nerone, sullo scaffale superiore, e prendi il decimo volume" per il manoscritto che contiene tutte le opere del poeta del Pearl. Anche oggi, alla British Library, questi due volumi di inestimabile valore, sono catalogati con la stessa formula.

## I manoscritti più importanti della collezione
- Augusto
  - ii.106 Magna Carta: copia autentica del 1215
- Caligola
  - A.ii "A Pistil of Susan" (frammento) (probabilmente di Huchoun)
  - A.xv Easter Table Chronicle
- Claudio
  - B.vi Cotton Genesis (frammenti)
- Cleopatra
  - A.ii Vita di San Modwenna
- Domiziano
  - A.viii: Bilingual Canterbury Epitome (Cronaca anglosassone F)
  - A.ix frammento della the Bilingual Canterbury Epitome (ASC H), Fuþorc row
- Faustina
  - A.x Glosse aggiuntive al Glossario nella grammatica di Ælfric di Eynsham
- Galba
  - A.xviii Athelstan Psalter
- Giulio
  - A.x Old English Martyrology
  - E.vii Vite dei santi di Ælfric
- Nerone
  - A.x Pearl, Sir Gawain e il Cavaliere Verde dello stesso autore
  - D.iv Evangeliario di Lindisfarne
- Otone
  - A.xii La Battaglia di Maldon (distrutto nel 1731)
  - B.x Maria d'Egitto (frammenti)
  - B.x.165 Poema Anglo-Sassone in rune (distrutto nel 1731)
  - B.xi.2 Frammento delle Cronache Parker (la Cronaca di Winchester)
  - C.i Ælfric's De creatore et creatura
  - C.v Evangelario Otho-Corpus (frammenti)
- Tiberio
  - A.vi Abingdon Chronicle I (ASC B)
  - A.xiii Worcester cartularies
  - B.i Abingdon Chronicle II (ASC C)
  - B.iv Worcester Chronicle (ASC D)
  - B.v Labour of the Months
  - C.ii Storia della Chiesa di San Beda il Venerabile
- Tito
  - A.xxvi Il libro di appunti di Zorzi "Trombetta" da Modone
  - D.xxvi Il libro di preghiere di Ælfwine
- Vespasiano
  - A.i Salterio di Vespasiano
  - D.xiv De duodecim abusivis di Ælfric
- Vitellio
  - A.xv Codice Nowell (Beowulf, Judith)